# Peixian
Peixian (沛县 Pei Hsien in Wade-Giles) è una contea che sorge nel Jiangsu nord occidentale ed è sottoposta all'amministrazione della città di Xuzhou. Si trova al confine con lo Shandong e sulla riva occidentale del lago Weishan 微山湖.. Occupa una superficie di 1576 km².

## Il nome
Il nome si compone di due ideogrammi:
- Pei 沛 = copioso, abbondante
- Xian 县 = distretto rurale, contea

## Storia
Città natale del primo imperatore della Dinastia Han, Liu Bang 刘邦. Era inoltre la terra di origine della famiglia di Zhu Yuanzhang (朱元璋, il fondatore della dinastia Ming).

## Geografia antropica

### Suddivisioni amministrative
Peixian amministra 15 presidi (zhen 镇, aree amministrative cinesi):
- Longgu 龙固;
- Yangtun 杨屯;
- Datun 大屯;
- Peicheng 沛城;
- Huzhai 胡寨;
- Weimiao 魏庙;
- Wuduan 五段;
- Zhangzhuang 张庄;
- Zhangzhai 张寨;
- Jingan 敬安;
- Hekou 河口;
- Qishan 栖山;
- Lulou 鹿楼;
- Zhuzhai 朱寨;
- Anguo 安国.

## Economia
È una zona importante per la produzione di energia. Le sue centrali termo-elettriche sono alimentate con il carbone delle numerose miniere dei dintorni.

### Turismo
Nella contea sono visitabili numerosi siti storici:
- Si shuiting 泗水亭
- Ge feng tai 歌风台
- Gaozu yuan miao 高祖原庙
- She ji tai 射戟台

Numerosi sono i ritrovamenti archeologici quali steli, statue, terrecotte della Dinastia Han.

## Società

### Evoluzione demografica
La contea conta più di 1 180 000 abitanti.

## Infrastrutture e trasporti
Giungere a Peixian è relativamente semplice perché la città di Xuzhou 徐州 è ben collegata a tutte le città del nord e del sud della Cina

### Ferrovie
Treni da Beijing e da Shanghai arrivano e ripartono per quelle destinazioni dalla stazione della città di Xuzhou 徐州.

### Aeroporti
L'aeroporto più vicino è il Guanyin jichang 观音机场 a Xuzhou 徐州.

### Trasporto pubblico
Numerosi autobus collegano la contea a destinazioni in tutta la Cina. In particolare ci sono linee per e da: Xuzhou (1 ora circa di tragitto); Jinan 济南; Shanghai 济南; ecc.

## Curiosità
Questa area è famosa per la concentrazione che vi si trova di persone che praticano arti marziali cinesi e conseguentemente di scuole e stili: ci sono diverse scuole di Da hongquan, alcune scuole di Meihuaquan, scuole di Shaolinquan, Taijiquan, ecc.
Il maestro Chang Dsu Yao proveniva da questa località.

## Cucina
Un'altra particolarità di questa contea è l'utilizzo in cucina della carne di cane che viene fatta risalire proprio a Liu Bang.